# كاستريل
جزيرة كاستريل أو لاستراس دي بيتشون (بالإسبانية: Isla del Castril) جزيرة إسبانية تقع في بحر كانتابريا، هي تابعة لمنطقة كانتابريا شمال إسبانيا.
تبلغ مساحة جزيرة كاستريل 0,013 كم².